# Детройт (траса)
Вулична траса Детройта (англ. Detroit street circuit) — траса, що проходить вулицями Дутройта, штат Мічиган, США. Між сезонами 1982 і 1991 років на трасі проходили перегони Формули-1, а пізніше – CART. Вуличну траса проходила поблизу Renaissance Center і Cobo Arena та включала невелику частину шосе М-1, також відомого як Вудворд-авеню. Це рівнинна траса з висотою від 577 до 604 футів (176–184 м) над рівнем моря.
Трасу було знову відкрито 2 червня 2023 року для проведення Гран-прі Детройта серії IndyCar зі зміненою та скороченою схемою.

## Історія

### Формула-1

Вулична траса Детройта в 1982 році.

Вулична траса Детройта між 1983 та 1991 роками.

Гонка була створена в основному з метою поліпшити міжнародний імідж міста та стала однією з трьох гонок, що проходили в Сполучених Штатах в сезоні 1982 року (дві інші гонки США проходили в Лонг-Біч та Лас-Вегасі та були додані до календаря Формули-1 з подібними цілями). США були єдиною країною, яка провела три Гран-прі чемпіонату Формули-1 за один сезон до 2020 року, коли Італія також прийняла три Гран-прі: Монца, Муджелло та Імола. На першому Гран-прі Детройта Джон Вотсон здобув перемогу після того, як стартував із 17-го місця, найнижчої позиції для переможця гонки на вуличній трасі. Вотсон побив свій власний рекорд у Лонг-Біч наступного року, перемігши з 22-го місця.
Місце вуличної траси Детройта в історії Формули-1 було забезпечено, коли Мікеле Альборето виграв гонку 1983 року за кермом Tyrrell 011. Це була остання зі 155 перемог на Гран-прі для 3-літрового двигуна Cosworth DFV V8, починаючи з його дебюту в Нідерландах в 1967 році. Це також була остання з 23 перемог у Формулі-1 для команди Tyrell, яка здобула свій перший тріумф на Гран-прі Іспанії 1971 року з чемпіоном світу того року Джекі Стюартом за кермом Tyrrell 003.
Невдовзі гонка завоювала репутацію надзвичайно вимогливої та виснажливої, оскільки покриття вибоїстої траси часто руйнувалося в спеку. Це була, мабуть, найважча гонка як для машин, так і для пілотів у Формулі-1 у 1980-х роках, часто призводячи до перегонів на витривалість, під час яких велика кількість болідів сходила через механічні поломки або контакти із бетонними стінами на вузькій трасі. Зокрема, гальма та коробки передач отримували величезне навантаження – водіям доводилося різко гальмувати понад 20 разів за коло та перемикати передачі приблизно 50–60 разів за одне коло (у ті часи автомобілі мали п’ятиступінчасту механічну коробку передач). Повільні 63 кола, що зазвичай тривали близько 1 хвилини 45 секунд, означали, що гонки завжди тривали близько двох годин. Принаймні половина пелетону сходила в кожній гонці. Часто вважалося досягненням, якщо пілот міг фінішувати в цій гонці, не кажучи вже про перемогу.
Гонка 1984 року, в якій виграв чинний, на той час, чемпіон світу Нельсон Піке, відзначилася вражаючими 20 сходами з дистанції. Невдовзі після гонки в системі впорскування води Tyrrell Мартіна Брандла було виявлено домішки, внаслідок чого його позбавили 2-го місця, а Tyrrell (на той час єдина команда, яка все ще використовувала атмосферний DFV) була дискваліфікована на увесь сезон 1984 року. В підсумку дискваліфікації Брандла, лише п'ять пілотів було класифіковано, менша кількість класифікованих фінішів була лише в Гран-прі Монако 1996 та 1966 років —  три та чотири відповідно.
До 1985 року Детройт став єдиним американським Гран-прі у календарі Формули-1 — Лас-Вегас був виключений після 1982 року, Лонг-Біч перейшов в чемпіонат Champ Car у 1984 році, а нова гонка в Далласі відбулась лише один раз та була скасована через фінансові труднощі та проблеми з безпекою. Того року Айртон Сенна здобув поул-позишн та здобув значний успіх на автодромі в наступні роки, вигравши Гран-прі Детройта 1986, 1987 та 1988 років, а також зайнявши поул-позишн у 1986 та 1988 роках.
Траса не користувалась популярністю серед пілотів і особливо не подобалася чемпіонам світу Алену Просту та Нельсону Піке. Незважаючи на відверту неприязнь до траси, Прост посів друге місце в 1988 році, а також третє місце в 1986 і 1987 роках (усі з командою McLaren). Піке, якому загалом не подобалися вуличні траси (за винятком швидшої та більш відкритої траси в Аделаїді в Австралії), переміг у Детройті в 1984 році та посів друге місце після Сенни в 1987 році.
Гонка 1988 року виявилась схожою на невдалий Гран-прі Далласа. Надзвичайна спека та висока вологість спричинили сильне руйнування асфальтного покриття траси. Після гонки гонщики стали значно активнішими у своїй критиці траси, а переможець гонки Сенна порівняв їзду по пошкодженій трасі з їздою під сильним дощем. Згодом 1988 рік став останньою гонкою Формули-1 у Детройті, оскільки керівний орган спорту FISA постановив, що тимчасовий піт-лейн не відповідає стандартам, необхідним для гонок Чемпіонату світу. Гран-прі Сполучених Штатів перемістили на іншу вуличну трасу у Фініксі, штат Аризона, а гонка в Детройті стала етапом чемпіонату CART.

### Trans-Am
Починаючи з 1984 року серія SCCA Trans-Am проводила гонку підтримки під час вихідних Гран-Прі. Перегони 100 миль Мотор-Сіті часто вважалися одним із найважливіших етапів в календарі Trans-Am через збільшення телевізійної та спонсорської участі, що стало можливим завдяки міжнародній трансляції Гран-прі. Перегони Trans-Am не були популярними серед пілотів Формули-1. Важкі та потужні автомобілі Trans-Am із величезними задніми колесами мали тенденцію руйнувати покриття траси через літню спеку, коли проводились перегони. Це часто ускладнювало Гран-прі для пілотів Формули-1 через те, що їм доводилося уникати гоночну траєкторію та виїжджати на «брудну» частину треку, щоб уникнути проблемних ділянок на трасі.

### CART
Три гонки CART проходили на трасі, яка була дещо змінена завдяки видаленню непопулярної шикани безпосередньо перед боксами. Емерсон Фіттіпальді виграв першу та останню гонки, а Майкл Андретті став переможцем в другій. Андретті також здобув поул-позицію в усіх трьох гонках, що проходили в Детройті. Фінальна гонка відзначилась незвично малою кількістю сходів, оскільки майже 3/4 пілотів досягли фінішу.
Гонка була економічно невигідною для міста, тому місце проведення було змінено на тимчасову трасу в парку Бель-Айл на сезон 1992 року. Гонка в Бель-Айл проходила до 2001 року як етап CART і була ненадовго відновлена для сезонів Американської серії Ле-Ман і серії IndyCar 2007 і 2008 років, а потім знову з 2012 по 2019 рік. У 2020 році гонки не проводилися через пандемію COVID-19. Перегони продовжились як у 2021, так і в 2022 роках.

### IndyCar
3 листопада 2021 року було оголошено, що з 2023 року Гран-прі Детройта серії IndyCar буде перенесено з траси в Бель-Айл назад до центру міста. Нова траса значно менша та містить менше поворотів, ніж оригінальна, лише два повороти оригінальної треку були повторно використані для нової траси. Президент Penske Entertainment Бад Денкер сказав, що повернення оригінальної схеми траси розглядалося, але було відкинуто через вищі витрати на відновлення покриття великого автодрому, а також, через те що вплив закриття бічних вулиць матиме негативний вплив на місцеві підприємства, що працюють вздовж автодрому, та рух транспорту в цьому районі. Ця нова траса зосереджена здебільшого на Атватер-стріт та Іст-Джефферсон-авеню та містить лише десять поворотів порівняно з вісімнадцятьма поворотами, які були на оригінальній трасі.

## Рекорди кола
Станом на червень 2023 року офіційні рекорди найшвидшого кола перегонів на вуличній трасі Детройта виглядають так:
| Категорія                                               | Час                                           | Гонщик                                        | Транспорт                                     | Подія                                         |
| Кільце Гран-прі: 2,647 км (1,645 миль) (2023)           | Кільце Гран-прі: 2,647 км (1,645 миль) (2023) | Кільце Гран-прі: 2,647 км (1,645 миль) (2023) | Кільце Гран-прі: 2,647 км (1,645 миль) (2023) | Кільце Гран-прі: 2,647 км (1,645 миль) (2023) |
| ------------------------------------------------------- | --------------------------------------------- | --------------------------------------------- | --------------------------------------------- | --------------------------------------------- |
| IndyCar                                                 | 1:01.9410                                     | Кайл Кірквуд                                  | Dallara DW12                                  | 2023 Гран-прі Детройта                        |
| Indy NXT                                                | 1:05.9500                                     | Хантер Макелрі                                | Dallara IL-15                                 | 2023 Indy NXT Гран-прі Детройта               |
| Trans-Am                                                | 1:13.323                                      | Коннор Зіліш                                  | Chevrolet Camaro                              | 2023 Етап Trans-Am в Детройті                 |
| GT4                                                     | 1:15.352                                      | Скотт Ендрюс                                  | Mercedes-AMG GT4                              | 2023 Chevrolet Detroit Sports Car Classic     |
| Кільце Гран-прі: 4,022 км (2,499 миль) (1983–1991)      |                                               |                                               |                                               |                                               |
| Формула-1                                               | 1:40.464                                      | Айртон Сенна                                  | Lotus 99T                                     | 1987 Гран-прі Детройта                        |
| CART                                                    | 1:46.004                                      | Майкл Андретті                                | Lola T90/00                                   | 1990 Гран-прі Детройта                        |
| Indy Lights                                             | 1:52.744                                      | Тед Праппас                                   | Wildcat-Buick                                 | 1988 Етап Indy Lights в Детройті              |
| Формула-Atlantic                                        | 1:55.558                                      | Майкл Андретті                                | Ralt RT4                                      | 1983 Kroger Centennial 100                    |
| Trans-Am                                                | 2:01.538                                      | Піт Галсмер                                   | Merkur XR4Ti                                  | 1988 Етап Trans-Am в Детройті                 |
| Початкове кільце Гран-прі: 4,168 км (2,590 миль) (1982) |                                               |                                               |                                               |                                               |
| Формула-1                                               | 1:50.438                                      | Ален Прост                                    | Renault RE30B                                 | 1982 Гран-прі Детройта                        |